# Трудовые лагеря французской молодёжи
Трудовые лагеря французской молодёжи (фр. Chantiers de la jeunesse française, CJF) — французская военизированная организация, действовавшая с 1940 по 1944 года, созданная коллаборационистским режимом Петена для французской молодёжи с целью воспитания её в духе Национальной революции.

## История
В результате перемирия от 22 июня 1940 года, отменившего обязательную военную службу, возникла проблема демобилизации новобранцев. Обязательная гражданская служба была инициирована правительством Виши в июле 1940 года. В 20 лет каждый гражданин Франции мужского пола, проживающий в свободной зоне, должен был пройти стажировку в течение восьми месяцев в Chantiers de la Jeunesse. Уклонение от выполнения обязанностей грозило тюремным заключением от двух месяцев до пяти лет и штрафом от 50 до 1000 франков.
С 1941 года обязанность участвовать в молодёжных трудовых лагерях была распространена на всех французов в «свободной зоне», которые должны были выполнять эти обязанности, приравненные к военным, в течение 8 месяцев. Молодёжные лагеря возглавлял генерал Жозеф де Ла Порт дю Тей, курировал его деятельность министр по делам молодёжи Жорж Ламиран.
Организация представляла собой пирамидальную структуру из шести лагерей, во главе находился главный полицейский участок. Свободная зона была разделена на пять провинций (Альпы-Юра, Овернь, Пиренеи-Гасконь, Лангедок и Прованс), возглавляемых региональным комиссаром. В августе 1940 года в Северной Африке был лагерь во французской провинции, который исчез, когда союзники появились там в ноябре 1942 года (участники лагеря присоединились к ним). Каждая провинция состояла из пронумерованных групп численностью около 2000 человек. Каждая группа, возглавляемая комиссаром, была разбита на группы по 150 молодых людей.
В сентябре 1942 года правительство Виши опубликовало новый закон об использовании мужчин в возрасте от 21 до 35 лет: они обязаны выполнять все виды работ, которые правительство считает важными в интересах нации. Закон вызвал волну дезертирства (с 12,7 % в июле до 53 % в августе), особенно в провинции Альпы-Юра, где впоследствии действовала одна из самых многочисленных групп маки́. С марта 1943 года молодёжные лагеря находились в подчинении главы правительства.
Немцы относились к организации с подозрением, так как видели в них потенциальные очаги сопротивления. Когда оккупанты вторглись в южную часть Франции в ноябре 1942 года, лагеря не были расформированы, но их расположение было существенно изменено. С марта 1943 года группы Прованса, Пиренеев и Альп-Юра переместили соответственно в Центральный массив, департамент Дордонь и Ланды. В ноябре 1943 года численность призывников была сокращена до 30 000 человек.
Основная деятельность была связана с производством дров, заготовкой шахтной и бумажной древесины, древесного угля. Участники «трудовых лагерей» проводили рекультивацию земель, восстановление заброшенных деревень, работали на сельскохозяйственных фермах, собирали урожай, проводили дорожные работы, а также помогали в случае стихийных бедствий, пожаров и наводнений. Использовали их при наведении порядка в случае волнений, при аресте участников ополчения (маки́), переписи так называемой «политизированной» молодёжи, при составлении отчётов о коммунистической деятельности.
С 1943 года организация стала источником рабочей силы для военной экономики Рейха. Фактически, введение обязательной трудовой повинности в феврале 1943 года привело к тому, что молодые люди, мобилизованные в 1942—1943 годах, частично были отправлены в Германию (почти 16 300), частично работали на предприятиях, обслуживающих военные нужды Германии (24 000).
Неопределённость положения, отсутствие чётких задач, атмосфера жёсткой и однообразной жизни, недисциплинированность, плохие условия проживания и питания вели к мародёрству, протестам, дракам и дезертирству. Кроме того, политические амбиции режима Виши — внушить молодёжи его идеалы — усиливали враждебность и превращали её в политический протест. В 1943—1944 годах поведение молодых людей в лагерях (дезертирство, антинациональные высказывания, незаконные отлучки) было сродни жестам гражданского сопротивления против оккупантов.

## Послевоенная оценка
Деятельность молодёжных лагерей неоднозначно оценивается современными историками. С одной стороны, через Молодёжные лагеря около 16000 молодых французов были направлены на принудительные работы в военной промышленности Германии. С другой, патриотически настроенные командиры использовали лагеря для воспитания будущих участников Сопротивления, униформа и пищевые запасы лагерей нередко переходили в руки партизан («маки») с молчаливого согласия руководителей. На многих фотографиях партизаны носят характерные береты и плащи бывших участников трудовых лагерей.
Многие участники лагерей в Северной Франции в дальнейшем воевали на стороне союзных войск. Генерал де Ла Порт Дю Тей предпочёл вернуться в 1942 г. из Северной Африки во Францию, а не присоединиться к Сопротивлению. В 1944 году он был арестован и до конца войны находился под домашним арестом в Германии. После войны был оправдан за свою деятельность судом в 1947 г. Также был оправдан Ламиран, который даже сделал карьеру в послевоенной индустрии, а затем в политике как мэр одного из городов; в заслугу Ламирану ставили косвенное участие в спасении молодых евреев, которых было разрешено принимать в Трудовые лагеря (и таким образом выводить из-под действия репрессивных мер) до 1942 года. Их запретили принимать в лагеря сначала в Северной Африке (которую вскоре освободили), а затем и на остальной территории Франции (полностью оккупирована в ноябре 1942 г.).
- Нагрудный знак CJF (1-й тип) синий
- Нагрудный знак CJF (1-й тип) чёрный
- Нагрудный знак CJF (2-й тип)
- Значок промышленного производства

Молодёжные мастерские были окончательно распущены 10 июня 1944 года. Число людей, прошедших через мастерские, оценивалось от 300 000 до 500 000.
После войны по образцу трудовых лагерей были созданы молодёжные ассоциации «Молодёжь и реконструкция» (1948 г.) и «Конкордия»(1950 г.).